# Svalkullsflyet
Svalkullsflyet är en sjö i Filipstads kommun i Värmland och ingår i Göta älvs huvudavrinningsområde.